# Phytorus
Phytorus es un género de insecto coleóptero de la familia Chrysomelidae.

## Especies
Las especies de este género son:
- Phytorus antennalis Medvedev & Moseyko, 2002
- Phytorus laysi Medvedev & Moseyko, 2002
- Phytorus leyteanus Medvedev, 1995